# Гойкович, Йован
Йован Гойкович (серб. Јован Гојковић; 7 января 1975, Чачак — 22 декабря 2001, Белград) — югославский футболист, полузащитник.

## Клубная карьера
Начал карьеру в клубах «Задругар» Доня Трепча и БИП Чачак, затем перешёл в «Борац» (Чачак). В 1996 году присоединился к клубу «Чукарички», а в 1997 году — к «Црвене звезде», где особенно отличился в матчах против «Партизана». В 2000 году перешёл в греческий «Ираклис».

## Карьера в сборной
На международном уровне провёл один матч за сборную Югославии против Израиля 23 декабря 1998 года.

## Смерть
Трагически погиб в автокатастрофе недалеко от Белграда 22 декабря 2001 года в возрасте 26 лет. С 2009 года в Чачаке проводится ежегодный футбольный турнир «Йован Гойкович — Цуне» в его честь.